# Новожилов, Владимир Вениаминович
Владимир Вениаминович Новожи́лов (23 июля 1952, г. Сумы — 8 августа 1994, г. Ишимбай) — советский российский тренер (биатлон, лыжные гонки). Заслуженный тренер РСФСР (1991) по биатлону.

## Образование
Окончил Оренбургский педагогический институт (1990).

## Тренерская деятельность
С 1972 года тренер-преподаватель по лыжным гонкам, с 1975 директор ДЮСШ № 5, с 1977 тренер-преподаватель спортивного клуба им. Н.Ф. Гастелло (все — в Уфе), с 1978 тренер по лыжным гонкам Башкирского областного совета ДСО «Спартак», с 1984 тренер по биатлону Башкирского областного совета ДСО «Зенит», с 1987 — ФСО профсоюзов (все — в Ишимбае). Среди воспитанников МСМК Галина Куклева, 8 мастеров спорта СССР.

## Память
С 1995 ежегодно в Ишимбае проводится всероссийский лыжный марафон его памяти.